# Brouwerij Loterbol

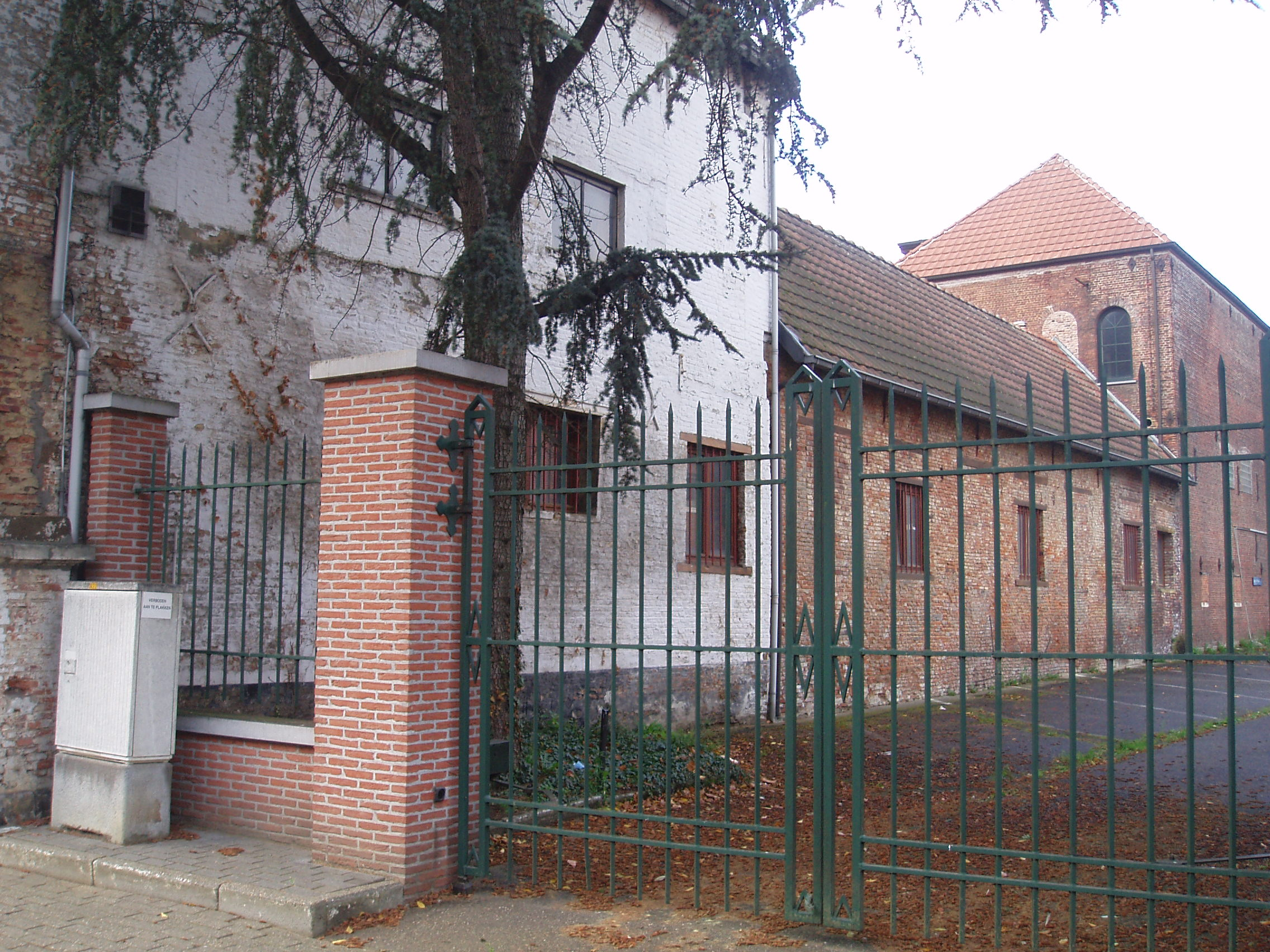
Zijkant brouwerij

Brouwerij Loterbol is een Belgische brouwerij uit Diest.

## Achtergrond
De brouwerij is tegelijk een café. Het is gevestigd in een oud gebouw. In het café vermeldt een steen de datum “1706”. Vermoedelijk werd er toen al gebrouwen. Zeker is dat voorheen Brouwerij De Brouwketel er gevestigd was en later Brouwerij Duysters. Deze laatste stopte in 1969. In 1992 kocht Marc Beirens de vervallen gebouwen en restaureerde ze eigenhandig. Het kostte hem veel inspanning om de gebouwen te mogen behouden en de sloopverplichting ongedaan te maken.
In 1995 was alles klaar en werd Brouwerij Loterbol opgericht. Eerst werd gebrouwen in een 18e-eeuws gedeelte van de vroegere brouwerij. Brouwerij Loterbol was toen een huisbrouwerij met een kleine installatie met een capaciteit van 470 liter wort. Deze wordt nog steeds gebruikt voor het aanmaken van Loterbol van 6°. In 2002 werd een nieuwe brouwzaal en installatie in gebruik genomen in het gedeelte van het gebouw dat dateert van 1908. Deze installatie heeft een capaciteit van 2800 liter wort en wordt gebruikt voor de bieren van 8°.
De naam verwijst naar een van de bijnamen van de inwoners van Diest: loterbollen. De naam heeft verschillende betekenissen. Enerzijds verwijst het naar “loteren”, niet vast zitten en waggelen. Anderzijds kan het verwijzen naar een knappe kop (bol) die plezier maakt (leute, lote).
Op de website van de toeristische dienst van de stad Diest staan de Loterbol-bieren vermeld als streekproduct.

## Bieren
- Loterbol, 6%
- Loterbol Blond, 8%
- Loterbol Bruin, 8%
- Tuverbol, 11%
- Roodebol, 6,6%